# Fabien Lemoine
Fabien Lemoine (* 16. März 1987 in Fougères) ist ein französischer ehemaliger Fußballspieler.

## Karriere

### Verein
Fabien Lemoine begann mit dem Fußball 1993 in der Jugend von FC Stéphanais-Briçois. Danach ging er 1999 in die Jugendabteilung von AGL Fougères. Nur ein Jahr später zog es Lemoine in den Nachwuchs des Erstligisten Stade Rennes. Zur Saison 2007/08 wurde er dann in den Profikader hochgezogen. Sein Profidebüt gab er am 13. Januar 2008, als er am 20. Spieltag gegen Olympique Marseille in der Anfangself stand und in der 77. Minute durch Olivier Thomert ersetzt wurde. Im Laufe der Saison eroberte sich Lemoine einen Stammplatz. Am Ende der Saison landete man auf dem sechsten Rang und war somit für die dritte Runde des UI-Cups qualifiziert. Sein Europapokaldebüt gab Lemoine am 19. Juli 2008, als er im Drittrunden-Hinspiel des UI-Cups gegen Tawrija Simferopol in der Anfangself stand. Er kam das gesamte Spiel über zum Einsatz. In der Saison 2008/09 erreichte Lemoine mit Stade Rennes das Finale des französischen Pokalwettbewerbs. Lemoine und das favorisierte Stade Rennes verlor das rein bretonische Finale jedoch mit 1:2 gegen den Zweitligisten EA Guingamp. In der nachfolgenden Zeit war er fest gesetzt und erreichte mit Rennes jeweils Platzierungen im oberen Tabellenmittelfeld. In der Sommerpause 2011 wechselte Lemoine zum Erstligarivalen AS Saint-Étienne, wo er ebenfalls einen Platz in der ersten Elf behielt. Diesen konnte er während der darauffolgenden Spielzeiten behaupten. Insgesamt sieben Spielzeiten verbrachte der Mittelfeldspieler anschließend im Verein, erzielte dort in 226 Pflichtspielen sechs Treffer und gewann 2013 die Coupe de la Ligue. Dann spielte er ab 2017 für den Zweitligisten FC Lorient und stieg mit ihm drei Jahre später in die Ligue 1 auf. Im Sommer 2022 folgte dann sein Wechsel zum FC Versailles in die National 1.

### Nationalmannschaft
Am 19. August 2008 absolvierte Lemoine ein Testspiel für die U-21-Nationalmannschaft Frankreichs gegen Slowenien. Beim 2:2-Unentschieden in Senec wurde er zu Beginn der zweiten Halbzeit für Yohan Cabaye eingewechselt.

## Erfolge
- Französischer Ligapokalsieger: 2013